# Kangrusselja
Koordinaten: 58° 22′ N, 22° 47′ O

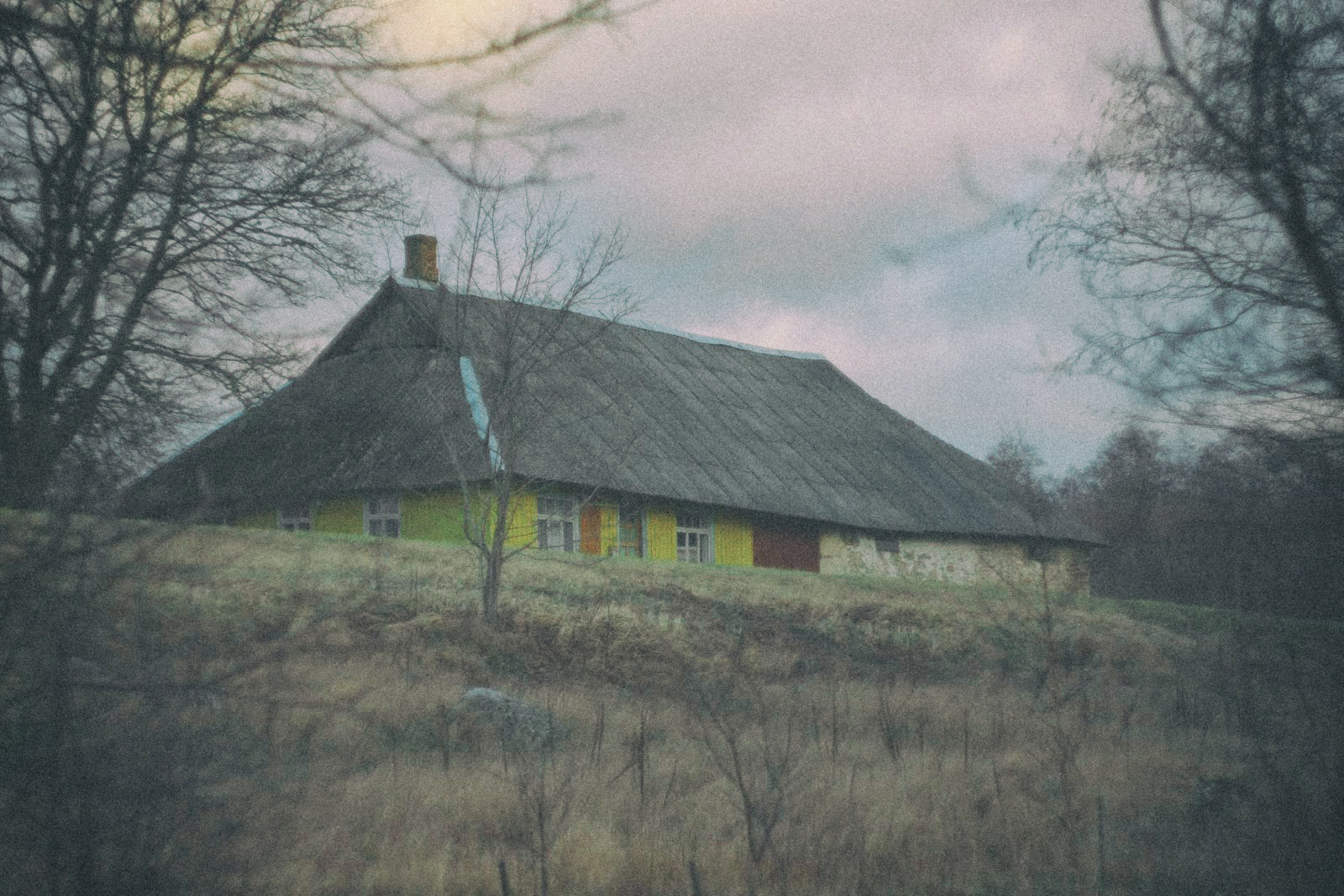
Historischer Dorfkrug

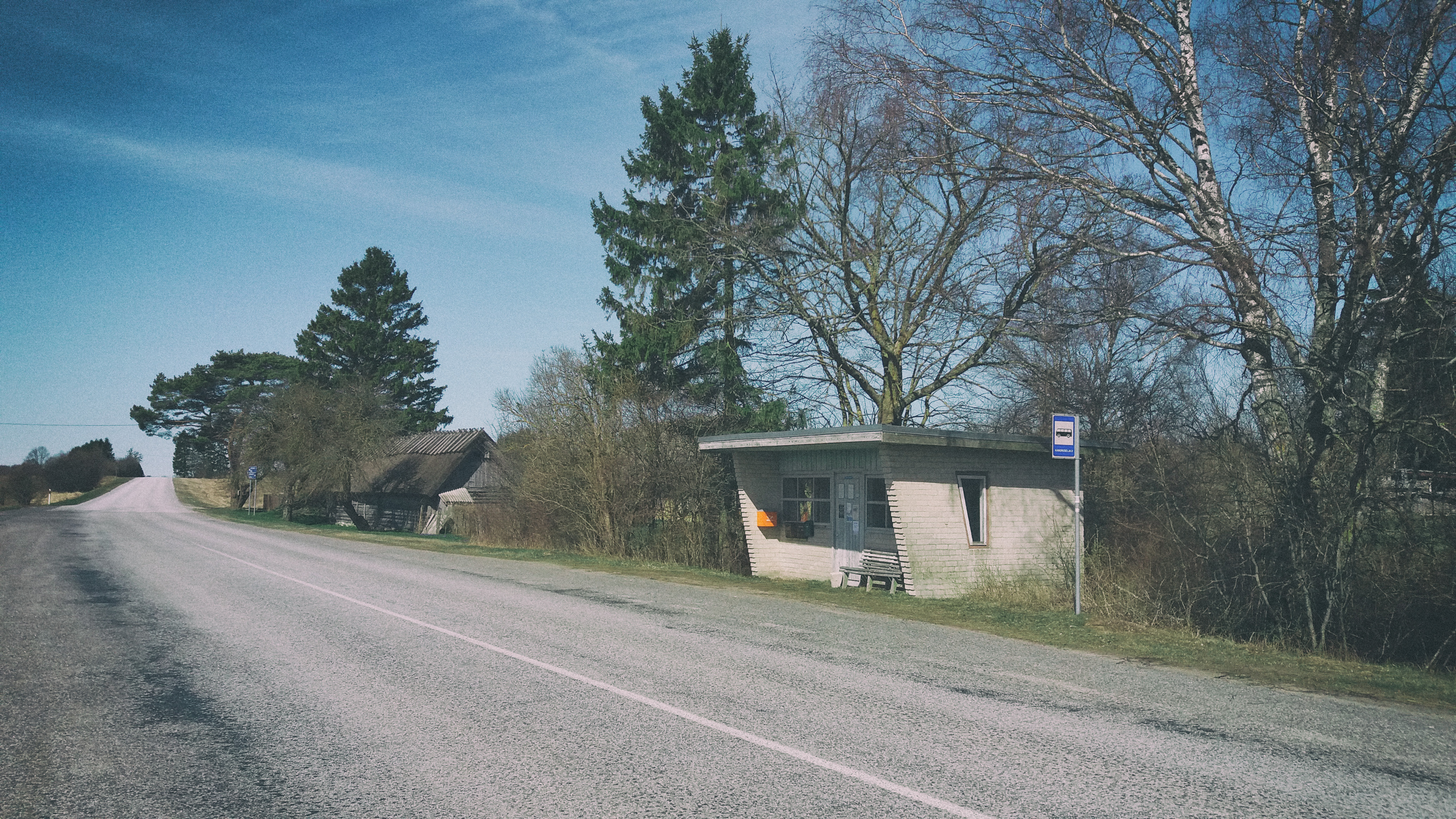
Das Bushäuschen des Ortes ist ein typisches Architekturbeispiel der 1970er Jahre

Kangrusselja (deutsch Kangern) ist ein Dorf (estnisch küla) auf der größten estnischen Insel Saaremaa. Es gehört zur Landgemeinde Saaremaa (bis 2017: Landgemeinde Pihtla) im Kreis Saare.

## Einwohnerschaft und Lage
Das Dorf hat 40 Einwohner (Stand 31. Dezember 2011). Es liegt an der Verbindungsstraße zwischen der Inselhauptstadt Kuressaare und dem Fährhafen Kuivastu, der auf das Festland führt.

## Hof
1479 wurde ein Jürgen Wedberg mit dem Hof tho Kangern und drei Haken up dem Rugge belehnt. Bis 1678 stand er im Besitz der Familie von Wedberg. Von 1805 bis 1905 gehörte er der Familie von Ekesparre.

## Dorfkrug
Bekannt ist Kangrusselja vor allem für seinen historischen Dorfkrug Kalmukõrts, der seit dem Jahr 1790 belegt ist. Er diente als Poststation für den im Jahr zuvor eingerichteten Postkurs zwischen Kuressaare und Pärnu. Das Gebäude wurde in den folgenden zwei Jahrhunderten mehrfach umgestaltet.